# Santiago Eneme
Santiago Eneme, né le 29 septembre 2000 à Malabo, est un footballeur international équatoguinéen qui évolue au poste de milieu offensif au Sparta Prague.

## Biographie

### Carrière en club
Santiago Eneme commence sa formation à la Cano Sport Academy (en), une équipe de Malabo dans son pays natal, née en 2014, qui évolue en deuxième division alors que Santiago Eneme y joue en 2017. C'est à cette époque qu'il va faire ses premiers pas en Europe, effectuant plusieurs tests en Espagne, de Séville à l'Atlético, en passant par Cadiz, sans toutefois pouvoir y signer, étant encore mineur. Scolarisé dans le pays ibérique, il est ensuite repéré par le FC Nantes en 2018 à l'occasion d'un tournoi de jeunes auxquels participent les moins de 17 ans canaris.
Intégré à l'effectif des moins de 19 ans alors qu'il ne parle pas encore français — sa langue maternelle est l'espagnol — il signe au club et a déjà l'occasion de s'entrainer avec le groupe professionnel sous l'égide de Claudio Ranieri.
Les saisons suivantes, il joue avec l'équipe reserve de Nantes en National 2,. En 2021-22, il connait de nouveaux passages dans l'effectif professionnel, sans pour autant faire ses débuts au plus haut niveau, freiné par les blessures et la réticence d'Antoine Kombouaré à intégrer des jeunes à son effectif,.
De retour d'une CAN où il a brillé en janvier 2022, Énème Bocari s'impose finalement comme titulaire en pointe de l'attaque du FC Nantes B, où il enchaine les buts en cette fin de saison, pendant que l'équipe de Kombouaré remporte contre toute attente la Coupe de France.
Le jeune attaquant s'illustre notamment avec une réalisation sur coup franc face au Stade Montois dans un match nul 2-2 qui assure à la reserve un maintien en National 2.

### Carrière en sélection
Déjà international équatoguinéen avec les moins de 23 ans, Eneme fait ses débuts avec l'équipe de Guinée équatoriale le 15 janvier 2018, lors du match d'un match de Championnat d'Afrique des nations 2018, perdu 3-0 contre la Libye.
Il récupère notamment le numéro 10 avec la sélection, se voyant régulièrement appelé alors que son équipe est au cœur d'une campagne de qualification à la CAN 2021 — où il parviendront à gagner leur ticket pour la compétition continentale — puis lors des éliminatoires de la Coupe du monde 2022,.
En décembre 2021, il est sélectionné par Juan Micha Obiang (en) pour les phases finales de la Coupe d'Afrique des nations 2021, qui ont lieu le janvier suivant, pour ce qui est la première participation de la Guinée équatoriale à la compétition,.
Il entre plusieurs fois en jeux lors de la compétition continentale, notamment lors de la victoire contre l'Algérie qui interrompt leur série historique de match sans défaite, puis lors du huitième de finale contre le Mali, où le joueur du FC Nantes est l'auteur d'une entrée remarquée, se concluant par une séance de tirs au but dont il est le dernier tireur, qualifiants la Nzalang Nacional contre les favoris maliens,. En décembre 2023, il est retenu dans la liste des vingt-sept joueurs équatoguinéens par Juan Micha pour disputer la Coupe d'Afrique des nations 2023.